# آزار ترکمان‌های عراق به‌دست صدام حسین
آزار ترکمان‌های عراق به‌دست صدام حسین به آزار و اذیت ترکمان‌های عراق توسط دولت بعث عراق در زمان صدام حسین اشاره دارد.

## تاریخ
سرشماری سال ۱۹۵۷ عراق به عنوان آخرین سرشماری قابل اعتماد قبل از سیاست‌های عرب‌سازی رژیم بعث شناخته می‌شد. این آمار، ۵۶۷۰۰۰ نفر از کل جمعیت ۶.۳ میلیون نفری ترکمن‌ها را نشان می‌دهد. این امر آنها را پس از اعراب و کردها در جایگاه سوم قرار داد.
سرشماری‌های بعدی، در سال‌های ۱۹۶۷، ۱۹۷۷، ۱۹۸۷ و ۱۹۹۷، همگی به دلیل سوءظن به عربی‌سازی توسط رژیم‌های مختلف عراق، بسیار غیرقابل اعتماد شناخته شدند. سرشماری سال ۱۹۹۷ ادعا کرد که ۶۰۰۰۰۰ ترکمن وجود دارد، در حالی که کل جمعیت عراق ۲۲,۰۱۷,۹۸۳ نفر بود.سرشماری سال ۱۹۹۷ فقط به شهروندان اجازه می‌داد عرب یا کرد را انتخاب کنند. از آنجایی که انتخاب کرد آنها را هدف قرار می‌داد، بسیاری از ترکمن‌های عراقی عرب را انتخاب کردند.در طول حکومت بعثی‌ها، بسیاری از ترکمن‌های عراق برای جلوگیری از هدف قرار گرفتن، خود را عرب ثبت می‌کردند.
در ۲۴ ژانویه ۱۹۷۰، دولت بعثی حق ترکمن‌های عراق را برای تدریس زبان خود در مدارس به رسمیت شناخت، اداره آموزش ترکمن‌ها را در وزارت آموزش و پرورش تأسیس کرد، اتحادیه نویسندگان ترکمن قانونی ایجاد کرد، اداره فرهنگ ترکمن را تأسیس کرد و یک روزنامه دولتی هفتگی و یک مجله دولتی ماهانه به زبان ترکمنی منتشر کرد. با این حال، دولت بعثی، ترکمن‌های عراق را به عنوان یک گروه قومی متمایز که هیچ ارتباطی با ترکمن‌های آسیای مرکزی یا ترکمن‌های ترکیه ندارد، معرفی کرد. صدها مدرسه ترکمنی در عراق افتتاح شد، اگرچه اندکی پس از آن تعطیل شدند. قانون اساسی عراق که در ۱۶ ژوئیه ۱۹۷۰ تصویب شد، فقط اعراب و کردها را به عنوان اجزای ملت عراق به رسمیت شناخت.
اگرچه حسن البکر در سال ۱۹۷۴ رئیس جمهور بود، صدام حسین در دولت فعال بود و سیاست‌های زیادی علیه ترکمن‌ها اجرا می‌کرد. او نام بسیاری از شهرک‌ها، از جمله تغییر «کرکوک» به «التمیم» را تغییر داد. ترکمن‌های عراق فقط اجازه داشتند املاک خود را به اعراب بفروشند. در ۲۶ تا ۲۹ آوریل ۱۹۷۶، فخری کوروتورک، رئیس جمهور ترکیه، به دعوت حسن البکر، رئیس جمهور عراق، از عراق بازدید کرد و پس از آن از موصل، کرکوک و بصره بازدید کرد. وقتی فخری کوروتورک به کرکوک آمد، ترکمن‌ها از او استقبال کردند. پس از رفتن کوروتورک، دولت عراق بسیاری از ترکمن‌ها را دستگیر و بازجویی کرد. در طول جنگ ایران و عراق، ترکمن‌های عراق به شدت به ارتش عراق فراخوانده و به خطوط مقدم اعزام شدند.
پس از به قدرت رسیدن صدام حسین در سال ۱۹۷۹، تبعیض علیه ترکمن‌های عراق افزایش یافت. وقتی صدام حسین برای اولین بار به قدرت رسید، دستور اعدام بالاترین رهبران جامعه ترکمن عراق را صادر کرد که به عنوان روز شهدای ترکمن به یادگار ماند. سیاست‌های عرب‌سازی توسط دولت نیز تشدید شد. دولت عراق ابتدا زبان ترکی را در سال ۱۹۷۲ ممنوع کرد. در دوران صدام حسین، در دهه ۱۹۸۰، ممنوعیت‌های بیشتری بر زبان ترکی اعمال و اجرا شد و ترکمن‌های عراق از صحبت کردن به زبان ترکی در اماکن عمومی، مدارس و رسانه‌ها منع شدند. در حالی که ترکمن‌های عراق هدف چندین قتل عام، مانند سال‌های ۱۹۲۴، ۱۹۴۶ و ۱۹۵۹، قرار گرفتند، حزب بعث عراق مسئول قتل عام ترکمن‌های عراق بین سال‌های ۱۹۷۹ تا ۲۰۰۳ بود. قتل عام‌های قابل توجه شامل اعدام‌های ۱۹۸۰، قتل عام آلتون کوپری در سال ۱۹۹۱، قتل عام اربیل در سال ۱۹۹۶ و قتل عام‌ها در جریان عملیات انفال بود که با وجود هدف قرار دادن کردها در درجه اول، ترکمن‌های عراقی را نیز هدف قرار داده و کشته بود.
دولت عراق هزاران ترکمن عراقی را از خانه‌هایشان در شمال عراق بیرون راند و آواره کرد و آنها را با مهاجران عرب جایگزین کرد. روستاها و شهرهای ترکمن عراق اغلب برای ایجاد فضا برای مهاجران عرب تخریب می‌شدند، که در ازای اسکان در خانه‌های ترکمن‌های عراق، زمین و پول دریافت می‌کردند. شهر کرکوک یکی از اهداف اصلی عرب‌سازی بود. اگرچه ترکمن‌های عراق همیشه اخراج نشدند، اما محله‌های عرب در سکونتگاه‌های آنها ایجاد شد و با ادامه مهاجرت اعراب و گسترش حضور اعراب، تعادل جمعیتی تغییر کرد.
چندین فرمان و دستورالعمل ریاست جمهوری از سوی سازمان‌های امنیتی و اطلاعاتی دولتی به طور خاص بر ترکمن‌های عراق متمرکز شده بود. در ۶ مه ۱۹۸۰، اطلاعات نظامی عراق دستورالعمل ۱۵۵۹ را صادر کرد که دستور اخراج مقامات ترکمن عراقی از کرکوک را می‌داد. این دستورالعمل به ارتش عراق دستور داد تا «مکان‌هایی را که مقامات ترکمن در ادارات دولتی مشغول به کار هستند شناسایی کند تا آنها را به استان‌های دیگر تبعید کند تا آنها را پراکنده کرده و از تمرکز آنها در این استان جلوگیری کند». علاوه بر این، در تاریخ ۳۰ اکتبر ۱۹۸۱، شورای فرماندهی انقلاب فرمان شماره ۱۳۹۱ را صادر کرد که در بند ۱۳ آن آمده است: «این دستورالعمل به ویژه مقامات و کارگران ترکمن و کرد ساکن کرکوک را هدف قرار می‌دهد».
وقتی دولت عراق شروع به اسکان فلسطینی‌ها در خانه‌های ترکمن‌ها و کردها در کرکوک کرد، جلال طالبانی به کردها و ترکمن‌های عراق توصیه کرد که اختلافات خود را کنار بگذارند و برای بازپس‌گیری خانه‌هایشان مبارزه کنند. «تنها این واقعیت که رژیم بغداد بدون شک بدتر بود، ترکمن‌ها را متقاعد کرد که با جنبش ملی کرد همکاری کنند.» برخی از آشوری‌ها نیز اختلافات خود با کردها را کنار گذاشته و به نیروهای کرد علیه دولت صدام حسین پیوسته بودند. تعداد قابل توجهی از مخالفان ترکمن عراقی به احزاب اسلام‌گرای شیعه مورد حمایت ایران پیوستند.
پس از قیام‌های عراق در سال ۱۹۹۱ و پیروزی کردها، ایالات متحده مناطق پرواز ممنوع بر فراز کردستان عراق ایجاد کرد. مناطق پرواز ممنوع، منطقه ترکمن را به دو قسمت تقسیم کرده بود، نیمی از آنها تحت مناطق پرواز ممنوع تحت حاکمیت کردها و نیمی دیگر هنوز تحت حاکمیت عراق بودند. سازمان‌های ترکمن در عراق کاملاً ممنوع شدند. به برخی از سازمان‌های ترکمن در حکومت اقلیم کردستان پناهندگی داده شد، جایی که آنها همچنان با محدودیت‌ها و گاهی حتی قتل عام توسط پیشمرگه‌ها روبرو بودند. موج بزرگی از مهاجرت ترکمن‌ها به کردستان عراق وجود داشت. بسیاری از ترکمن‌ها به ترکیه سفر کردند. دولت ترکیه تمایلی به مقابله با دولت عراق در مورد آزار و اذیت ترکمن‌های عراق نداشت. در ۲۸ فوریه ۱۹۸۰، پس از اعدام روشنفکران ترکمن، وزارت امور خارجه ترکیه پیام تسلیت فرستاد، اگرچه ادعا کرد که ترکمن‌های عراق شهروند عراق هستند و ترکیه نباید در امور عراق دخالت کند. بسیاری از ترکمن‌های عراق احساس می‌کردند که ترکیه به آنها خیانت کرده است.
ترکمن‌های عراقی که در سکونتگاه‌های سنتی خود باقی مانده بودند، همچنان با سیاست‌های جذب و ادغام مواجه بودند. نام مدارس، محله‌ها، روستاها، خیابان‌ها، بازارها و مساجد با نام‌های ترکی به نام‌های عربی تغییر یافت. بسیاری از روستاهای ترکمن‌های عراقی، به‌ویژه در دهه ۱۹۹۰، بدون بازسازی تخریب شدند.
پس از حمله به عراق در سال ۲۰۰۳، سرکوب فرهنگی ترکمن‌های عراق لغو شد و ترکمن‌های عراق نقش مهمی در بعث‌زدایی و توسعه عراق پس از صدام حسین ایفا کردند. در سال ۲۰۰۳، بیشتر سرزمین‌های مورد مناقشه شمال عراق توسط پیشمرگه‌ها تصرف شد که شروع به انتقام‌گیری از مهاجران عرب کردند و در نهایت روند عربی‌سازی سکونتگاه‌های کردنشین را معکوس کردند و به بی‌رحمی شهرت یافتند، تا جایی که به محض ورود پیشمرگه‌ها به هر سکونتگاهی، مهاجران عرب فرار می‌کردند. در روستای شیعه ترکمن بشیر، مهاجران عرب باقی ماندند. امام اعظم بشیر ادعا کرد که این به این دلیل است که ترکمن‌ها هیچ گروه مسلحی ندارند و پیشمرگه‌ها فقط به سکونتگاه‌های کردنشین علاقه‌مند هستند. اعراب بدون حکم دادگاه از ترک محل خودداری کردند و پس از آن ساکنان ترکمن تهدید کردند که ترکمن‌های آواره قصد بازگشت به بشیر را دارند که در آن هر عربی که در روستا باقی مانده باشد کشته خواهد شد. قبل از هرگونه درگیری، ایالات متحده توافقی را منعقد کرد که فقط اعراب بدون مدرک را اخراج می‌کرد، اگرچه تنش‌ها همچنان ادامه داشت زیرا مهاجران عرب دارای مدرک باقی مانده بودند. گروه‌های خودسر عرب سنی سرانجام شروع به تیراندازی به ترکمن‌های بازگشته در بشیر کردند و درگیری‌هایی را آغاز کردند، در حالی که تنش‌ها در مناطق دیگر بین اعراب، کردها و ترکمن‌ها بالا بود.
پس از حمله به عراق در سال ۲۰۰۳، ممنوعیت فعالیت جبهه ترکمن‌های عراق لغو شد و بسیاری از اعضای آن به دولت عراق راه یافتند. با این حال، سایر مشکلات اجتماعی همچنان ادامه داشت، از جمله تنش‌های فرقه‌ای بین ترکمن‌های سنی و شیعه، تنش با کردها به دلیل همپوشانی اهداف، تنش مداوم با مهاجران عرب و همچنین مشکلات با دولت عراق به دلیل امتناع از اجازه دادن به ترکمن‌های عراقی برای تشکیل نیروی امنیتی خود.
در جریان نسل‌کشی ترکمن‌های عراق توسط داعش از سال ۲۰۱۴ تا ۲۰۱۷، بسیاری از شبه‌نظامیان و رهبران داعش، افسران ارتش عراق در زمان صدام حسین بودند.